# Acalolepta laevifrons
Acalolepta laevifrons är en skalbaggsart som först beskrevs av Aurivillius 1924.  Acalolepta laevifrons ingår i släktet Acalolepta och familjen långhorningar.
Artens utbredningsområde är Filippinerna. Inga underarter finns listade i Catalogue of Life.